# Winter Wonderland
A Winter Wonderland egy dal, amit 1934-ben Felix Bernard és Richard B. Smith dalszövegíró szereztek. Télhez kapcsolódó témája miatt gyakran karácsonyi dalnak tekintik az északi félgömbön, habár maga az ünnep nem kerül megemlítésre a dalszövegben. Az eredeti Richard Himber által felénekelt verzió óta több mint 200 különböző zenész dolgozta fel, köztük Bing Crosby, Dean Martin, Johnny Mathis, Frank Sinatra, Amy Grant, Michael Bublé, a Eurythmics, a Radiohead illetve Tony Bennett és Lady Gaga is.
Dalszövegét tekintve arról szól, hogy egy szerelmes pár egy festői téli tájban gyönyörködik. Építenek egy hóembert és megegyeznek, hogy úgy tesznek, mintha Parson Brown lenne. Elképzelik, hogy a hóember megkérdezi őket, hogy házasok-e, amire válaszul elmondják, hogy nem azok, de megmondják a hóembernek, hogy összeadhatja őket.

## Története
Smith-t, aki a pennsylvaniai Honesdale-ből származik, állítólag a Honesdale Central Park hóval borított látképe inspirálta a dal megírására. Épp tuberkulózisban szenvedett a dal megírásakor, és a scrantoni West Mountain szanatóriumban kezelték.
A dalt eredetileg Himber vette fel a Hotel Ritz-Carlton Orchestrával 1934-ben az RCA kiadóval együttműködve. A felvételi munkálatok végeztével még maradt idő, így az RCA azt javasolta, hogy vegyék fel a Winter Wonderlandet a saját nagyzenekarukkal is, amiben például Artie Shaw is zenélt más elismert New York-i zenészek mellett.
2014-ben Tony Bennett és Lady Gaga közösen dolgozták fel a Winter Wonderlandet a Cheek to Cheek című albumuk sikerét követően.

## Díjak és elismerések
Guy Lombardo változata szerepelt a slágerlistákon a legjobban a dal közzétételének évében. Johnny Mercer verziója a 4. helyig jutott a Billboard rádiós listáján 1946-ban. Ugyanebben az évszakban Perry Como is felénekelte a dalt ami az első tíz közé tudott kerülni az eladási listán. Como 1959-es karácsonyi albumának kiadásakor újra felvette a dalt.
2007-ben az ASCAP jótékonysági alapítvány, amely az amerikai zenei alkotók támogatására és tehetséggondozásra jött létre a Winter Wonderlandet az ASCAP tagok által legtöbbet játszott dalnak nevezte az elmúlt 5 évet tekintve, és megemlítették azt is, hogy a Eurythmics 1987-es verziója az egyik leggyakrabban játszott.

## Slágerlistás helyezések

### Tony Bennettváltozata
| Slágerlista (1968–2019)               | Legjobb helyezés |
| ------------------------------------- | ---------------- |
| Ausztrália (ARIA)                     | 40               |
| Dánia (Tracklisten)                   | 35               |
| Egyesült Királyság (UK Singles Chart) | 96               |
| Hollandia (Single Top 100)            | 57               |
| Magyarország (Stream Top 40)          | 34               |
| Norvégia (VG-lista)                   | 35               |
| Portugália (AFP)                      | 68               |
| Svájc (Schweizer Hitparade)           | 66               |
| Svédország (Sverigetopplistan)        | 42               |
| Új-Zéland (Recorded Music NZ)         | 39               |
| USA Holiday 100 (Billboard)           | 87               |

### Darlene Loveváltozata
| Slágerlista (2019)        | Legjobb helyezés |
| ------------------------- | ---------------- |
| USA Rolling Stone Top 100 | 41               |

## Fordítás
- Ez a szócikk részben vagy egészben  a   Winter Wonderland című angol Wikipédia-szócikk fordításán alapul.  Az eredeti cikk szerkesztőit annak laptörténete sorolja fel. Ez a jelzés csupán a megfogalmazás eredetét és a szerzői jogokat jelzi, nem szolgál a cikkben szereplő információk forrásmegjelöléseként.